# Filip II., vojvoda od Burgundije
Filip II. Odvažni (eng. Philip the Bold, franc. Philippe le Hardi) bio je vojvoda Burgundije i grof od Flandersa i Artoisa.

## Životopis

### Rani život
Filip je rođen 17. siječnja 1342. kao sin francuskog kralja Ivana II. te njegove supruge Bonne Luksemburške. Rođen je u gradu Pontoiseu kao četvrti i najmlađi kraljev sin. Nadimak "Odvažni" zaradio je sa samo 14 godina, kad se zajedno s ocem borio protiv Engleza u Bitci za Poitiers. Tad je bio i uhvaćen, ali je kasnije bio oslobođen.
1360. mu je otac dao titulu vojvode od Tourainea, ali je 1363. on vratio tu titulu u zamjenu za onu vojvode od Burgundije. Kralj je pristao i dao mu titulu zbog njegove velike hrabrosti u Bitci za Poitiers. 
19. lipnja 1369. oženio je devetnaestogodišnju Margaretu, kćer Luja II., grofa od Flandersa i Artoisa. Ona će kasnije postati grofica Margareta III., a Filip će biti s njom u braku. Od 1379. do 1382. Filip je pomogao Luju II. da smiri pobune u Flandersu. 
1390. je Filip preuzeo i titulu grofa od Charolaisa, koju su koristili i prijašnji vojvode od Burgundije kao Filip Dobri i Karlo Odvažni.

### Utjecaj u Francuskoj
Filip je bio vrlo aktivan na francuskom dvoru, pogotovo nakon smrti njegovog brata Karla V., kojeg je naslijedio sin Karlo VI. sa samo jedanaest godina. Zbog neučinkovite središnje vlasti izabrano je četveročlano regentsko vijeće, a u njemu su uz Filipa bili Luj, vojvoda od Anjoua, Ivan, vojvoda od Berryja te Luj II., vojvoda od Bourbona. Vijeće se raspalo 1388. kad je Karlo VI. već bio punoljetan. Zanimljivo je da je Filip II. imao glavnu ulogu u vijeću.
Ipak, unatoč relativno dobrom utjecaju Filipa, Luj, vojvoda od Orleansa, inače kraljev brat, je bio ljut na njega jer su izabrali Filipa u regentsko vijeće a ne njega; što će kasnije biti predmet sukoba među njihovim obiteljima.

### Smrt i nasljedstvo
Filip je umro u Halleu blizu Bruxellesa u grofoviji Flanders 27. travnja 1404. godine, a naslijedio ga je sin Ivan Neustrašivi.

## Brak i djeca
Filip je oženio Margaretu III., groficu Flandrije, a zajedno su imali mnogo djece:
- Ivan Neustrašivi (1371. – 1419.), njegov najstariji sin i nasljednik, vojvoda od Burgundije.
- Karlo (1372. – 1373.)
- Margarita (1374. – 1441.), grofica od Mortaina, udala se za Vilima VI. grofa od Hollanda i vojvodu od Bavaria-Straubinga
- Luj (1377. – 1378.)
- Katarina (1378. – 1425.), udala se za Leopolda IV., inače austrijskog nadvojvodu.
- Bona (1379. – 1399.)
- Antonio (1384. – 1415.), vojvoda od Brabanta
- Marija (1386. – 1422.), oženjena za Amedea VIII., vojvodu od Savoja
- Filip (1389. – 1415.), grof od Neversa i Rethela